# شهرك (كراني)
شهرك (بالفارسية: شهرک) هي قرية تقع في إيران في قسم کراني الريفي. يقدر عدد سكانها بـ 194 نسمة بحسب إحصاء 2016.